# Генетика людини

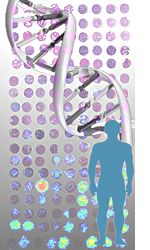
Зображення структури подвійної спіралі ДНК людини

Генетика людини — галузь генетики, яка тісно пов'язана з антропологією і медициною.
Генетика людини пов'язана також з теорією еволюції, оскільки досліджує конкретні механізми еволюції людини і їх місце в природі з психологією, філософією, соціологією. З напрямів генетики людини найінтенсивніше розвиваються цитогенетика, біохімічна генетика, імуногенетика, генетика вищої нервової діяльності, фізіологічна генетика.

## Види
Генетику людини умовно поділяють на антропогенетику, що вивчає спадковість і мінливість нормальних ознак людського організму, і медичну генетику, яка вивчає його спадкову патологію (хвороби, дефекти, потворність та ін.).

## Об'єкт
Об'єктом у медичній генетиці є людина — пробанд, у якої досліджується наявний сукупний генетичний матеріал.

## Методи вивчення спадковості людини

### Генеалогічний метод
у 1865 році засновником генетики людини Ф.Гальтоном, заснований на вивченні успадкування ознаки в сім'ях протягом ряду поколінь. Метод дозволяє з'ясувати, чи успадковується дана ознака, прослідкувати розщеплення ознак у потомства, а також алельних генів, що викликають порушення в організмі. Існують вроджені форми рецесивної глухоти і шизофренії. За рецесивним принципом успадковуються важкі захворювання обміну речовин, наприклад цукровий діабет і фенілкетонурія.

### Близнюковий метод
У людини в 1% випадків народжуються близнюки. Вони можуть бути різнояйцевими або однояйцевими. Різнояйцеві близнюки розвиваються з двох різних яйцеклітин, одночасно запліднених двома чоловічими гаметами, а однояйцеві — з однієї яйцеклітини, роз'єднаної на ранній стадії дроблення зиготи. Різнояйцеві близнюки, хоча і бувають дуже схожими, але частіше за все нагадують один одного не більше звичайних братів і сестер, народжених у різний час, вони можуть бути і різностатевими. Вивчення однояйцевих близнюків, які перебувають у різних умовах, дозволяє встановити вплив середовища на прояв спадкових задатків, а також з'ясувати, чи є дана ознака успадкованою.

### Цитогенетичний метод
Цей метод заснований на мікроскопічному вивченні хромосом. Метод дозволяє вивчати стандартний каріотип людини, а також виявляти спадкові хвороби, викликані геномними та хромосомними мутаціями. Розроблено спеціальні методи, які дозволяють фарбувати ділянки хромосом в залежності від їх будови. Це дозволяє розрізняти навіть дуже схожі на вигляд хромосоми. У цитогенетичних дослідженнях звичайно використовують лімфоцити крові, які культивують на штучних поживних середовищах. Дослідження хромосом проводять на стадії метафази.

### Біохімічні методи
Засновані на вивченні метаболізму. Ці методи широко застосовують в діагностиці спадкових хвороб, зумовлених генними мутаціями, і при виявленні гетерозиготних носіїв захворювань. Гени не самі по собі формують ознаки, а за допомогою кодованих ними білків. Білки формують у організмі взаємозалежну систему біохімічних реакцій. Дослідження цих реакцій дозволяє виявляти деякі генетичні захворювання.

### Методи молекулярної генетики та генетичної інженерії
Дозволяють вивчити організацію генетичного апарату, молекулярну структуру генів і генотипу, встановити нуклеотидну послідовність — як кажуть, секвенувати геном людини і багатьох інших організмів, з'ясувати молекулярні механізми експресії генів. Розроблено методи визначення функцій генів, клонування генів. Налагоджена ДНК-діагностика (виявлення спорідненості, ідентифікація особистості), досягнуті успіхи в генній терапії спадкових захворювань.

### Метод дерматогліфіки
Ґрунтується на вивченні рельєфу шкіри на пучках пальців, долонях і поверхні шкіри людини. Ще в давні часи люди звернули увагу на те, що малюнок на шкірі цих частин тіла індивідуальний, і неможливо знайти двох людей, у яких він був би повністю подібний. Метод дерматогліфіки дає змогу встановлювати і ступінь спорідненості людей, оскільки доведено, що окремі елементи малюнка шкіри можуть успадковуватись. Використовують його і для діагностики деяких спадкових захворювань (наприклад, на долонях людей з хворобою Дауна є лише одна поперечна та одна поздовжня згинальні борозни, тоді як у здорових людей поперечних борозен дві). 
Метод дерматогліфіки широко застосовують у криміналістиці для доведення причетності до скоєння злочину.

### Метод культивування нестатевих (соматичних) клітин людини поза організмом
Дає можливість розв'язувати різні питання генетики людини, які неможливо розв'язати на цілісному організмі. Клітини для досліджень беруть з різних органів і тканин (клітини крові, шкіри, червоного кісткового мозку тощо) і вирощують на штучних поживних середовищах. А потім визначають, приміром, місце певних генів у тих чи інших хромосомах.